# Фан Лі
Фан Лі (спрощ.: 范蠡; піньїнь: Fàn Lǐ) , що жив у період Чуньцю був напівлегендарним китайським бізнесменом, військовим стратегом, письменником, політиком, філософом та меценатом.  Він був впливовим даосистом, засновником чуїзму (楚 学) та батьком китайського комерційного бізнесу. Фан Лі народився в 517 році до н.е. Він вважається найбагатшим громадянином упродовж п'яти тисяч років китайської історії. Він тричі славетно ставав надзвичайно багатим, і кожен раз віддавав усе, що мав. Таким чином, він відомий як перша і найбільш благодійна людина в історії Китаю. Лі був видатним членом родини Фан, а китайці шанують його як Бога Багатства. Подейкують, що Сі Ши, яку вважають однією з найкрасивіших китайських жінок серед коли-небудь народжених, була його дружиною або коханкою. 
Фан Лі був важливим політичним та військовим радником держави Юе та ченсяном держави Ці. Він також відомий під ім'ям Дао Чжу Ґонг ( 陶朱公 ), яке він прийняв після рішучої перемоги держави Юе над державою Ву та виходу у відставку, щоб жити усамітненим життям. 

## Біографія
Фан Лі простежував свій рід до імператора Яо (帝堯). Яо був нащадком 5-го покоління імператора Хуанга (або Жовтого імператора, 黃帝) та другим сином імператора Ку (帝 嚳). 
Разом із правителем Юе, Гуецзяном, Фан Лі одного разу був заручником держави Ву. Після трьох років полону вони повернулися до Юе, де Фан Лі допоміг Гуецзяну провести цілу низку реформ для впорядкування адміністрації держави Юе. У 493 р. до н.е. Юе нарешті зміг знищити державу Ву. Після перемоги Лі пішов у відставку і перейменував себе в Дао Чжу Ґонг. Після його від'їзду, вважається, що він написав листа Вен Чжуну з Ці, порадивши йому залишити службу в Гуецзяна, однак, Вен відмовився. Згодом Гуедзян змусив Вен Чжуна накласти на себе руки. 
У свої пізні роки Лі став легендою через свій успіх у бізнесі, посмертно ставши святим китайського бога грошей Цай Шена, якому китайці поклоняються у п'ятий день китайського Нового року. Після звільнення з міністерської посади він жив із Сі Ши на рибальському човні, блукаючи по туманній пустелі озера Тай на кшталт стародавніх даоських безсмертних. 
Фан Лі - предок Фана Чжун'яна (范仲淹), відомого ченсяна та історичного діяча династії Сун . 

## Ділова кар'єра
Фан Лі розпочав свій бізнес, створивши аптеку, що продавала традиційну китайську медицину. Аптека спочатку мала лише двох людей похилого віку: «Дядька Хе» (何伯, Hé Bó ) та «Дядька Де» (德叔, Dé Shū ). Однак бізнес почав істотно розширюватися після того, як Фан найняв молодшого сина Хе Бо, «Молодшого Вена» (小文, Xiăo Wén ). 

## Фінансові поради
Фан Лі вважав, що той, хто розуміє гроші, буде готовий відмовитися від них, якщо вони стануть тягарем. І що гроші були лише засобом для досягнення мети. Хоча він вважав, що їх не слід сприймати занадто серйозно, він писав, що їх потрібно отримувати та поводитись з ними відповідно до набору принципів. Він окреслив ці принципи у своїх працях про успішне управління бізнесом. Фан Лі закликав дещо гнучкіше виконувати їх та заохочував користуватись з них, адаптовуючи їх до конкретної ситуації. 

## Праці та публікації
Фан Лі написав багато класичних книг про мистецтво успішного управління бізнесом, зокрема Мистецтво розведення риб, найдавніша з відомих його робіт по рибництву, а також Золоті правила успіху в бізнесі. Остання книга залишається дуже популярною і сьогодні та описує 12 принципів та 12 підводних каменів управління бізнесом. 

### Золоті правила успіху в бізнесі
Дванадцять золотих правил такі: 
- Здатність пізнавати характер людей. Ви повинні сприймати ознаки певних рис з досвіду.
- Здатність поводитися з людьми. Ніколи заздалегідь не переоцінюйте перспективи.
- Здатність зосереджуватись на бізнесі. Майте визначений фокус у житті та бізнесі та уникайте метушні.
- Здатність бути організованим. Неорганізований вигляд не є привабливим.
- Здатність до адаптації. Переконайтеся, що ви достатньо організовані, щоб швидко відреагувати.
- Здатність контролювати кредит. Не допускайте невиплату. Переконайтеся, що ви отримуєте усе, що вам винні.
- Здатність використання та застосування людей. Використовуйте працівників таким чином, щоб зреалізувати їх потенціал.
- Здатність переконувати та продавати. Ви повинні вміти навчити клієнтів цінності товарів.
- Здатність бути успішним в закупівлях. Використовуйте своє судження щодо надбання капіталу вміло.
- Здатність аналізувати ринкові можливості та загрози. Знайте, що продається відповідно до регіонів та тенденцій.
- Здатність вести своїм прикладом. Майте чіткі правила та стандарти. Переконайтесь, що їх дотримуються, аби забезпечити добрі відносини.
- Здатність передбачати бізнес. Знайте ринкові тенденції та цикли.

Дванадцять золотих застережень такі: 
- Не скупіться. Ніколи не плутайте ефективність з нелюдськістю.
- Не будьте млявими. Будьте впевнені у пошуку можливостей. Час найважливіший.
- Не будьте марнотратними. Не варто витрачати гроші, щоб справити враження.
- Не будьте нечесними. Правда - єдина основа для бізнесу. Без цього хтось може постраждати.
- Не будьте повільними в збиранні боргів. Без зборів страждає ліквідність.
- Не встановлюйте ціни свавільно. Це лише призведе до цінової війни, в якій усі програють.
- Не піддавайтеся стадному інстинкту. Переконайтесь, що можливості реальні та не є частинами вигадки.
- Не працюйте супроти бізнес-циклу. Коли речі впадуть в ціні, вони згодом зростуть і навпаки.
- Не живіть минулим. Слідкуйте за прогресом та вдосконалюйтесь. Досліджуйте нові речі об’єктивно.
- Не перевитрачайте кредитні гроші. Кредит - це не ліцензія на будь-які витрати.
- Не скупіться заощаджувати (зберігайте резервні фонди міцними). Коли бізнес повільний, той, хто з грошима може розширюватися, доки інші зачиняються.
- Не просувайте сліпо продукт. Переконайтесь, що ваші постачальники досі дотримуються стандартної операційної процедури.

Мультиплікаційні версії цієї книги широко доступні в Китаї, Гонконгу, Тайвані та Сінгапурі як китайською, так і англійською мовами. Версія на мандарині включає Ханью Піньїн та англійський переклад для кожного з оригінальних принципів бізнесу.  